# Leichtathletik-Weltmeisterschaften 2003/Speerwurf der Männer

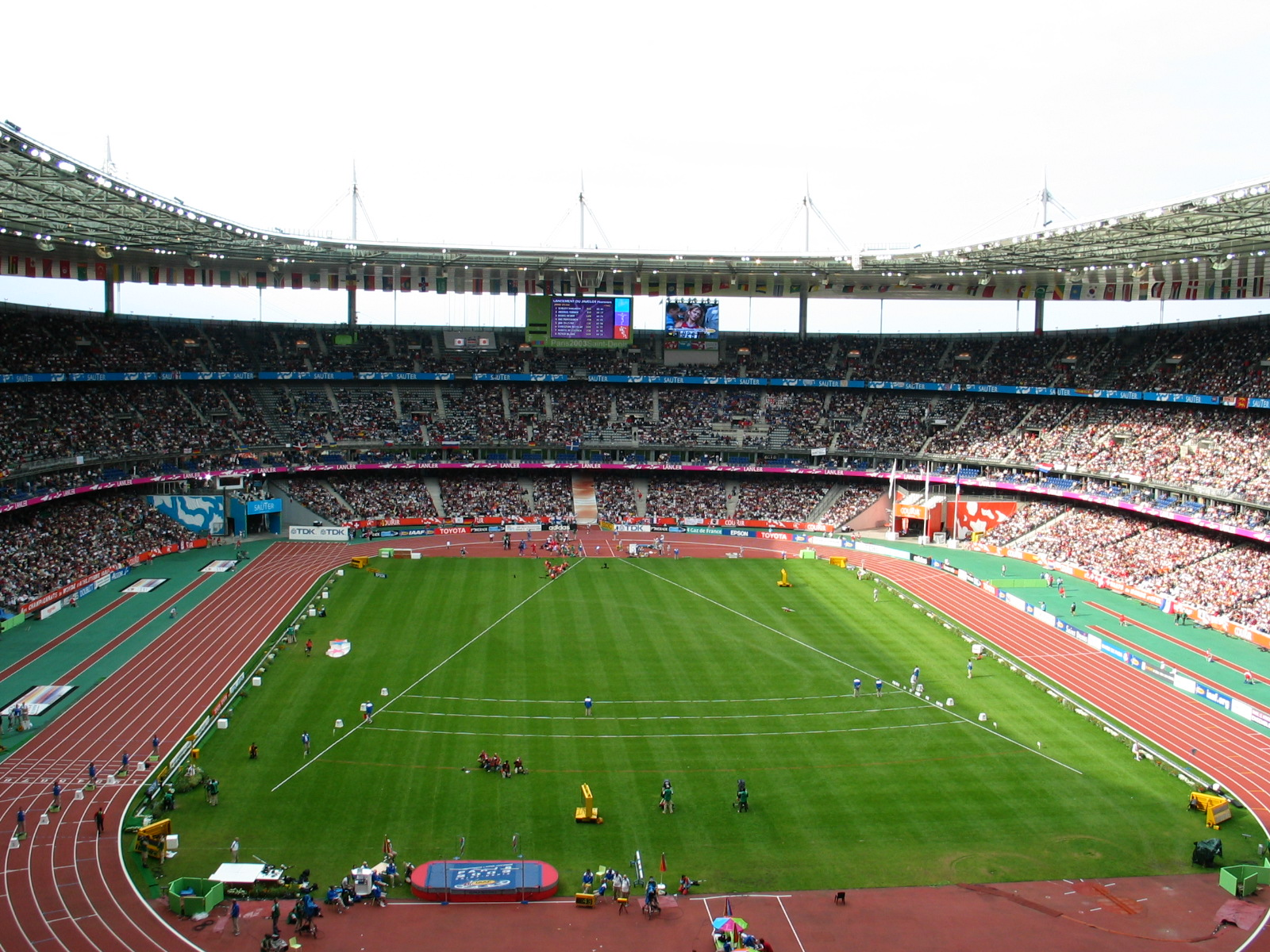
Stade de France in Paris/Saint-Denis am Schlusstag der Leichtathletik-Weltmeisterschaften

Der Speerwurf der Männer bei den Leichtathletik-Weltmeisterschaften 2003 wurde am 29. und 31. August 2003 im Stade de France der französischen Stadt Saint-Denis unmittelbar bei Paris ausgetragen.
Weltmeister wurde der russische Olympiadritte von 2000 und Vizeeuropameister von 2002 Sergei Makarow. Er gewann vor dem Esten Andrus Värnik. Der Deutsche Boris Henry, späterer Boris Obergföll, wiederholte seinen Erfolg von den Weltmeisterschaften 1995 und gewann die Bronzemedaille.

## Bestehende Rekorde
| Weltrekord               | 98,48 m | Jan Železný | Jena, Deutschland           | 25. Mai 1996    |
| Weltmeisterschaftsrekord | 92,80 m | Jan Železný | WM 2001 in Edmonton, Kanada | 12. August 2001 |

Der bestehende WM-Rekord wurde bei diesen Weltmeisterschaften nicht eingestellt und nicht verbessert.

## Legende
Kurze Übersicht zur Bedeutung der Symbolik – so üblicherweise auch in sonstigen Veröffentlichungen verwendet:
| – | verzichtet |
| x | ungültig   |

## Qualifikation
21 Teilnehmer traten in zwei Gruppen zur Qualifikationsrunde an. Die Qualifikationsweite für den direkten Finaleinzug betrug 81,00 m. Fünf Athleten übertrafen diese Marke (hellblau unterlegt). Das Finalfeld wurde mit den sieben nächstplatzierten Sportlern auf zwölf Werfer aufgefüllt (hellgrün unterlegt). So reichten für die Finalteilnahme schließlich 77,24 m.

### Gruppe A
29. August 2003, 18:30 Uhr
| Platz | Name            | Nation              | Resultat (m) | 1. Versuch (m) | 2. Versuch (m) | 3. Versuch (m) |
| 1     | Boris Henry     | Deutschland         | 83,43        | 83,43          | –              | –              |
| 2     | Sergei Makarow  | Russland            | 82,22        | 82,22          | –              | –              |
| 3     | Li Rongxiang    | Volksrepublik China | 81,76        | 79,76          | 79,01          | 81,76          |
| 4     | Andrus Värnik   | Estland             | 81,11        | 81,11          | –              | –              |
| 5     | Steve Backley   | Großbritannien      | 80,23        | 79,27          | 80,23          | x              |
| 6     | Aki Parviainen  | Finnland            | 78,91        | x              | 78,91          | x              |
| 7     | Miroslav Guzdek | Tschechien          | 77,24        | 71,96          | 74,71          | 77,24          |
| 8     | Voldemārs Lūsis | Lettland            | 75,15        | 71,72          | x              | 75,15          |
| 9     | Gergely Horváth | Ungarn              | 74,76        | x              | 74,76          | 72,03          |
| 10    | Isbel Luaces    | Kuba                | 74,07        | 74,07          | x              | 72,67          |
| 11    | Nery Kennedy    | Paraguay            | 68,83        | 67,62          | x              | 68,83          |

### Gruppe B

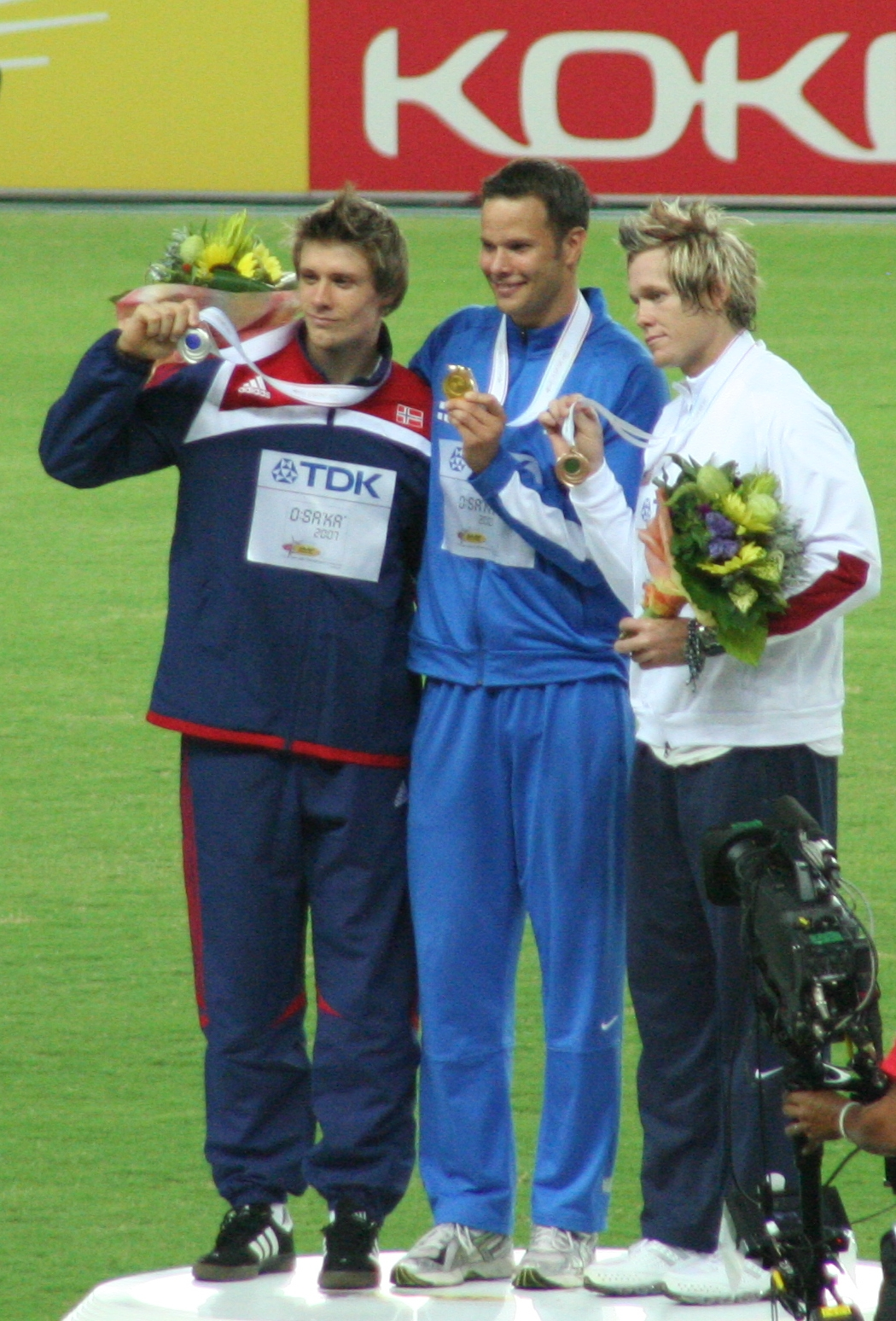
Breaux Greer (rechts, bei der Siegerehrung der WM 2007) erreichte mit 76,32 m nicht das Finale
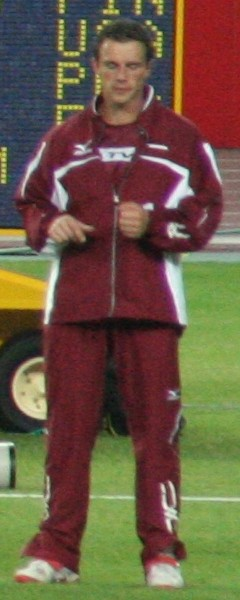
Ēriks Rags scheiterte mit 75,72 m in der Qualifikation

29. August 2003, 20:25 Uhr
| Platz | Name                | Nation      | Resultat (m) | 1. Versuch (m) | 2. Versuch (m) | 3. Versuch (m) |
| 1     | Jan Železný         | Tschechien  | 82,88        | 82,88          | –              | –              |
| 2     | Christian Nicolay   | Deutschland | 80,54        | 80,54          | x              | x              |
| 3     | Andreas Thorkildsen | Norwegen    | 79,44        | 75,75          | 76,67          | 79,44          |
| 4     | Alexander Iwanow    | Russland    | 79,26        | 79,26          | x              | x              |
| 5     | Peter Blank         | Deutschland | 78,48        | 73,19          | 74,56          | 78,48          |
| 6     | Vadim Bavikin       | Israel      | 77,06        | 71,77          | 77,06          | x              |
| 7     | Breaux Greer        | USA         | 76,82        | 76,82          | 74,21          | 74,50          |
| 8     | Sergey Voynov       | Usbekistan  | 76,66        | 76,66          | 72,78          | 76,31          |
| 9     | Emeterio González   | Kuba        | 76,18        | x              | 76,18          | 72,40          |
| 10    | Ēriks Rags          | Lettland    | 75,72        | 70,19          | x              | 75,72          |

## Finale
31. August 2003, 16:50 Uhr
| Platz | Name                | Nation              | Resultat (m) | 1. Versuch (m) | 2. Versuch (m) | 3. Versuch (m) | 4. Versuch (m)                         | 5. Versuch (m)                         | 6. Versuch (m)                         |
| 1     | Sergei Makarow      | Russland            | 85,44        | 85,44          | x              | x              | 82,72                                  | 82,11                                  | 85,31                                  |
| 2     | Andrus Värnik       | Estland             | 85,17        | 85,17          | x              | x              | 81,98                                  | x                                      | 80,51                                  |
| 3     | Boris Henry         | Deutschland         | 84,74        | 84,74          | 82,41          | 83,32          | x                                      | 82,14                                  | 83,44                                  |
| 4     | Jan Železný         | Tschechien          | 84,09        | 82,98          | x              | 84,09          | x                                      | x                                      | 81,24                                  |
| 5     | Aki Parviainen      | Finnland            | 83,05        | 83,05          | 76,63          | 79,90          | 75,79                                  | x                                      | 77,78                                  |
| 6     | Christian Nicolay   | Deutschland         | 81,77        | 80,85          | 81,77          | x              | 80,60                                  | x                                      | 81,26                                  |
| 7     | Miroslav Guzdek     | Tschechien          | 81,40        | 77,99          | 81,40          | x              | 75,67                                  | 77,32                                  | 78,54                                  |
| 8     | Peter Blank         | Deutschland         | 80,34        | 80,34          | x              | 76,29          | x                                      | 79,39                                  | 78,43                                  |
| 9     | Steve Backley       | Großbritannien      | 80,13        | 79,35          | 79,90          | 80,13          | nicht im Finale der besten acht Werfer | nicht im Finale der besten acht Werfer | nicht im Finale der besten acht Werfer |
| 10    | Li Rongxiang        | Volksrepublik China | 78,24        | 78,24          | x              | 77,02          | nicht im Finale der besten acht Werfer | nicht im Finale der besten acht Werfer | nicht im Finale der besten acht Werfer |
| 11    | Andreas Thorkildsen | Norwegen            | 77,75        | 77,75          | x              | x              | nicht im Finale der besten acht Werfer | nicht im Finale der besten acht Werfer | nicht im Finale der besten acht Werfer |
| 12    | Alexander Iwanow    | Russland            | 77,32        | 77,32          | x              | x              | nicht im Finale der besten acht Werfer | nicht im Finale der besten acht Werfer | nicht im Finale der besten acht Werfer |

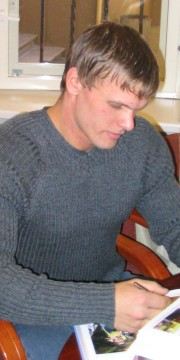
Vizeweltmeister Andrus Värnik
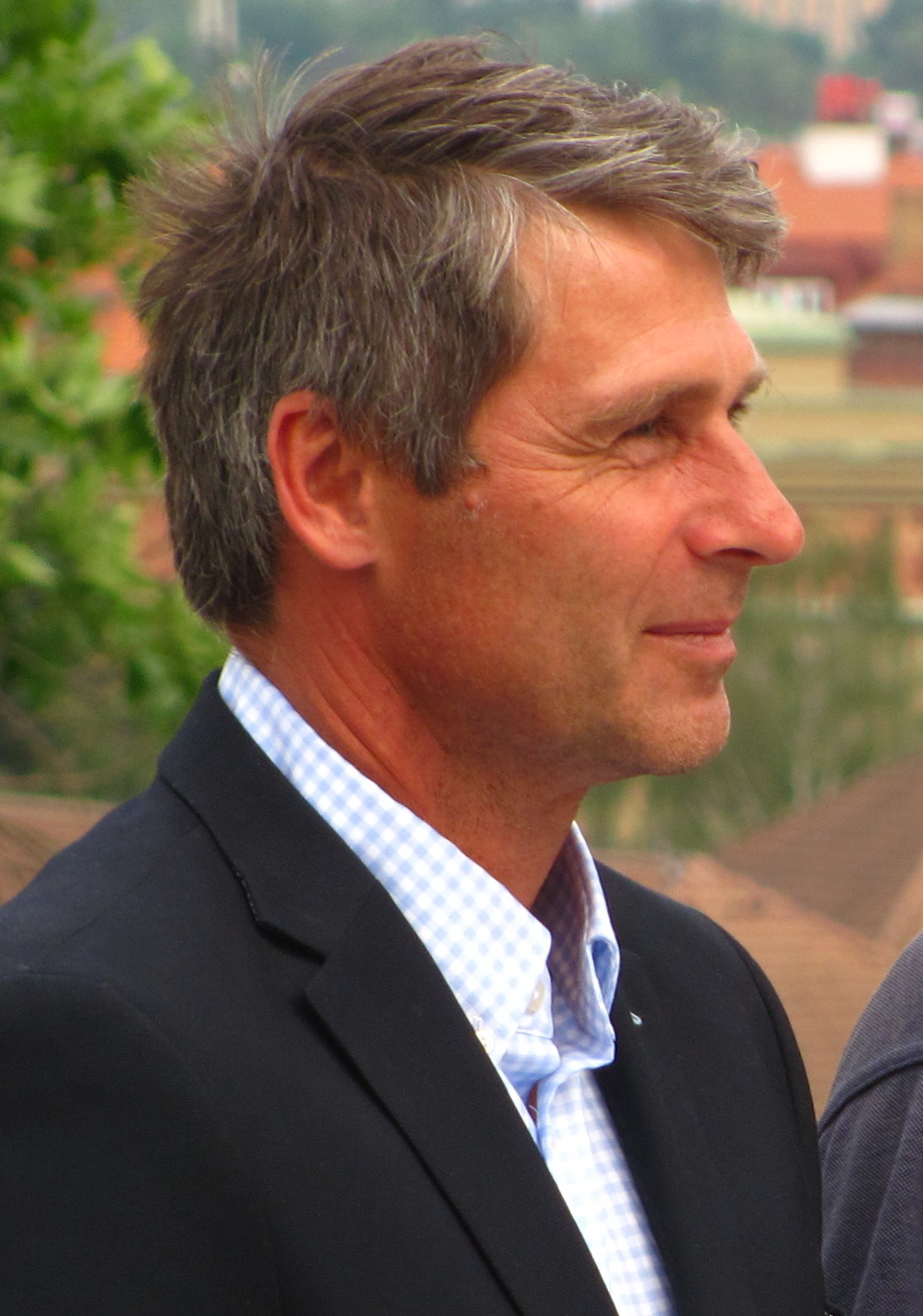
Jan Železný, dreifacher Olympiasieger (1992/1996/2000), dreifacher Weltmeister (1993/1995/2001) und Weltrekordinhaber, belegte Rang vier
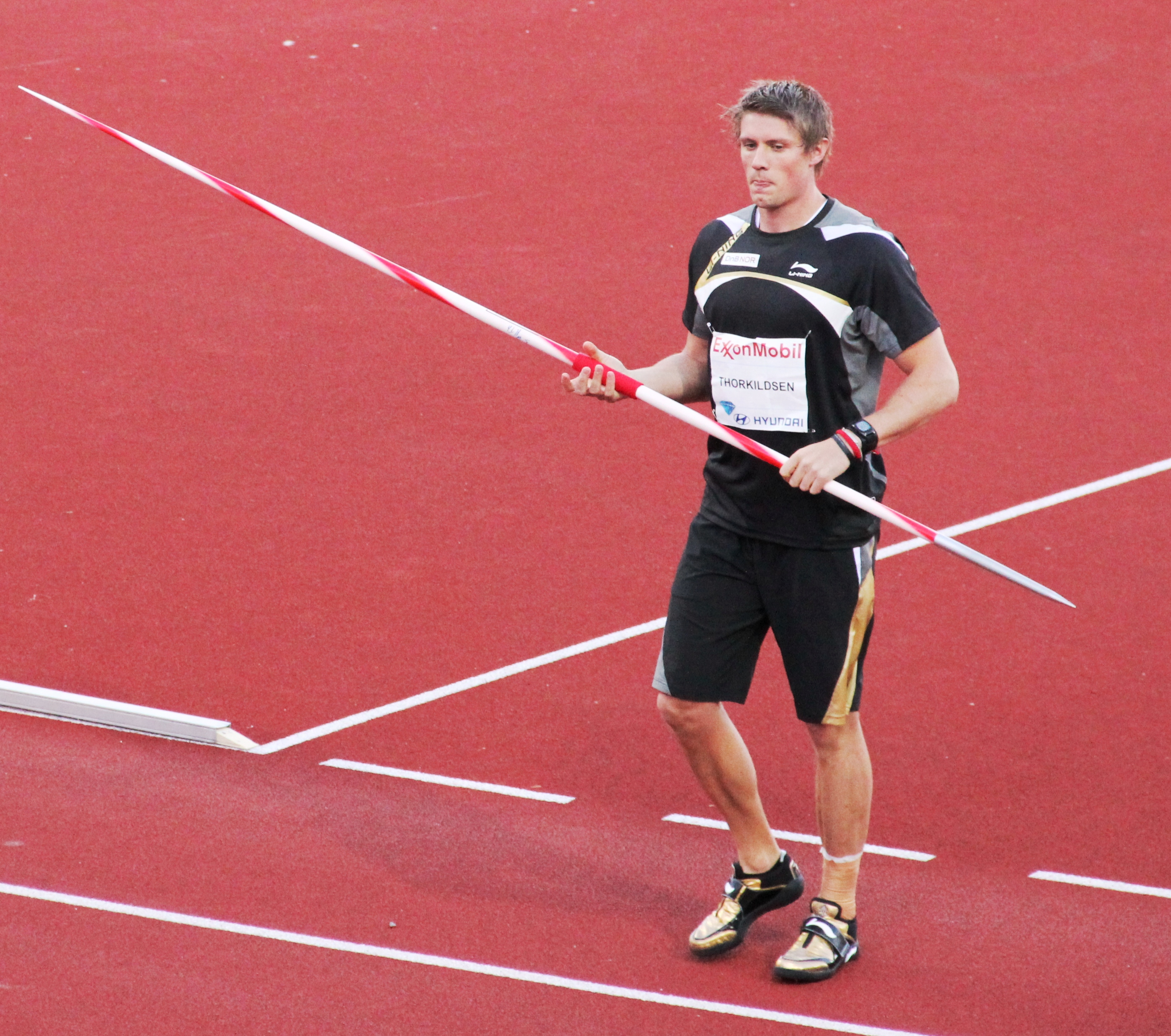
Andreas Thorkildsen, hier am Beginn einer sehr erfolgreichen Karriere, kam auf den elften Platz

## Videolinks
- 2003 Paris Javelin world Championship Final Round OF THROWS auf youtube.com, abgerufen am 10. September 2020
- Paris 2003 world championship javelin throw rare unseen footage auf youtube.com, abgerufen am 10. September 2020
- Sergey Makarov in the 2003 World Championships 85.44 meters (WINNING THROW) auf youtube.com, abgerufen am 10. September 2020